# Gare de Pont-Marcadet
Gare de Pont-Marcadet je zrušená železniční stanice v Paříži v 18. obvodu. Nádraží bylo v provozu v letech 1846–1977. Jeho název byl odvozen od mostu Marcadet, který vedl přes trať na Severní nádraží.

## Historie
Nádraží bylo otevřeno 20. června 1846 na trati Severní železniční společnosti, která spojovala Paříž a Lille. Autorem stavby byl Albert Sartiaux, hlavní inženýr společnosti. Společnost provozovala trať a nádraží do roku 1937, poté přešla trať na SNCF.
Dne 25. září 1977 bylo nádraží uzavřeno kvůli výstavbě trati RER.